# Acidente com ônibus da UFSM
O acidente com ônibus da UFSM foi um acidente rodoviário que aconteceu no dia 4 de março de 2025 na cidade de Imigrante, Rio Grande do Sul, vitimando alunos e professores do curso de paisagismo da Universidade Federal de Santa Maria (UFSM), que se deslocavam num veículo pertencente à instituição. Sete pessoas morreram no local e 26 foram levadas a hospitais, algumas em estado grave.
A polícia investiga se o desastre foi causado por um problema nos freios, mas informações preliminares indicam também que os ocupantes estavam sem os cintos de segurança.
O desastre aconteceu seis semanas depois do acidente na rodovia Waldir Canevari com estudantes da Universidade de Franca (Unifran), quando doze pessoas morreram e outras dezenove ficaram feridas.

## Acidente
Na manhã de 4 de março, um ônibus com 31 alunos e três professores do curso de Paisagismo do Colégio Politécnico da UFSM, além do motorista, caiu numa ribanceira na RSC-453, no trevo de acesso à cidade de Imigrante, que fica a 130 quilômetros de Porto Alegre. A turma viajava para visitar o Cactário Horst, o maior da América Latina, que fica na cidade onde o acidente aconteceu.
Os bombeiros resgataram 26 pessoas vivas, que foram levadas a hospitais da região com ferimentos de moderados a graves. Sete pessoas foram confirmadas mortas no local do desastre.
Quatro pessoas, da lista inicial de 37, não embarcaram.

## Vítimas
"Tem um rapaz [Emerson Andrade dos Santos] que permaneceu por 1 hora e meia com a estrutura do ônibus caída sobre a cintura, um pouco mais do abdômen da cintura para baixo. Foi entubado no local mesmo e mantido com vida até que a gente pudesse mover um pouco o ônibus para retirá-lo de baixo. Por um milagre ele continua vivo", relatou a Comandante dos Bombeiros Voluntários, Carol Hauschild.
Doze vítimas receberam alta em 5 de março. Seguiam internadas no dia 7 de março Terezinha Maria Vendrusculo, 60 anos; Karina Vieira Dias Rego, 39; Denise Estivalet Cunha, 33 anos; Fernanda Gonçalves de Menezes, 45; Emerson Andrade dos Santos, 26 anos; Eliane Ravazi Matos, 55 anos; e Marília Milani, 37 anos. Neste dia Emerson e Eliane ainda estavam em estado grave na UTI do Hospital Bruno Born, na cidade de Lajeado, e Denise e Fernanda aguardavam cirurgias por fraturas no Complexo Hospitalar Astrogildo de Azevedo, em Santa Maria.

### Vítimas fatais
Os mortos tinham entre 21 e 71 anos. Entre eles:
- Dilvani Hoch, de 55 anos
- Elizeth Fauth Vargas, de 71 anos
- Fátima E. R. Copatti, de 69 anos
- Flavia Marcuzzo Dotto, de 44 anos
- Janaina Finkler, de 21 anos
- Marisete Maurer, de 54 anos
- Paulo Victor Estefanói Antunes, de 27 anos

## Investigações
O motorista, Rodolfo Boop, que sobreviveu, disse em seu depoimento que o veículo teve um problema nos freios e que antes de viajar um colega havia dito que estes não estavam funcionando como deveriam. "A gente tem certeza que tinha algum problema em relação aos freios do ônibus. Se esse problema surgiu no decorrer da descida ou se já vinha de antes, a gente vai ter que apurar na perícia, disse o delegado José Romaci Reis, chefe das investigações, adicionando que os ocupantes não usavam cinto de segurança", ou "Porque não tinha ou porque não quiseram usar" e que "o motorista nos falou, preliminarmente, que quando ele foi pegar o ônibus lá em Santa Maria um colega havia dito que os freios do ônibus não estavam muito bons. Mesmo assim eles liberaram o ônibus pra vir, o motorista também aceitou dirigi-lo desta forma".
A UFSM reportou que a manutenção da frota é feita regularmente.

### Desfecho
As investigações seguem (março de 2025) para apurar se há responsabilidades criminais, enquanto a UFSM abriu uma sindicância para apurar os fatos.

## Reações
Às 12h21min a UFS emitiu uma Nota com detalhes sobre o desastre, listando as pessoas que estavam no veículo e decretando luto oficial de três dias, além de suspender as atividades por dois dias.
O prefeito de Imigrante decretou luto oficial de três dias "em razão do trágico acidente rodoviário envolvendo professores e estudantes da Universidade Federal de Santa Maria". O mesmo aconteceu na cidade de Santa Maria, "em razão do trágico acidente que aconteceu nesta sexta-feira (4), vitimando integrantes da comunidade acadêmica da Universidade Federal de Santa Maria (UFSM)".
Já o governador Eduardo Leite emitiu uma nota de pesar, afirmando: "em nome do governo do Estado, manifesto minha solidariedade às famílias das vítimas, aos colegas da UFSM e a todos que estão direta ou indiretamente afetados por esse triste episódio. Que encontrem força nesse momento devastador".